# マイヤリン・リバス
- メイヤーリン・リバス

マイヤリン・リバス（Mayerlin Rivas、1987年12月5日 - ）は、ベネズエラの女子プロボクサー。第7代WBA女子世界バンタム級王者、第10代WBA世界スーパーバンタム級王者。マラカイボ出身。

## 来歴
2007年10月8日、マラカイボのテアトロ・ロキシーでアニス・セディージョとデビュー戦を行い、3回TKO勝ちを収めデビュー戦を白星で飾った。
2009年11月14日、オンタリオ州ハミルトンのハミルトン・コンベンション・センターでサンディ・ツァグリスと対戦し、プロ初黒星となる6回0-3（55-60、54-60、53-60）の判定負けを喫した。
2010年7月9日、メキシコシティのグラン・フォルムでWBC女子世界バンタム級ユース王者ズリーナ・ムニョスと対戦し、10回1-0（93-93×2、93-92）の判定で引き分けた為、王座獲得に失敗した。
2012年3月31日、サンタフェ州ビージャ・ゴベルナドール・ガルベスでダニエラ・ベルムデスとWBA女子世界バンタム級暫定王座決定戦を行い、10回0-2（94-96、95-96、95-95）の判定負けを喫し王座獲得に失敗した。
2012年7月14日、ラ・グアイラのポリデポリティーボ・ホセ・マリア・バルガスでアニス・セディージョと対戦し、8回3-0（78-74、80-72、77-75）の判定勝ちを収め5年ぶりの再戦を制した。
2012年11月3日、ミチョアカン州サモラ・デ・イダルゴでIBF女子世界バンタム級王者ヤズミン・リバスと対戦し、10回0-3（89-100、90-99、92-97）の判定負けを喫し王座獲得に失敗した。
2014年8月30日、カラカスのパルケ・ナシオネス・ウニダスでアレリー・ヴァレンテとWBA女子世界バンタム級暫定王座決定戦を行い、9回16秒TKO勝ちを収め王座獲得に成功した。
2014年9月24日、WBAはイルマ・ガルシアとマイヤリン・リバスに対し王座統一戦に関する対戦交渉を同年10月1日から30日以内に行い、両陣営が合意する対戦日時や対戦場所を決定するよう指令を出した。
2015年1月16日、ラ・グアイラのポリデポリティーボ・ホセ・マリア・バルガスでカリスタ・シルガドと対戦し、5回1分31秒TKO勝ちを収め初防衛に成功し、手を負傷した正規王者のイルマ・ガルシアが不活動状態だったことから王座を剥奪された為、王座に認定された。
2015年6月27日、ラ・グアイラのポリデポリティーボ・ホセ・マリア・バルガスでサイダ・モスケラと対戦し、4回1分35秒TKO勝ちを収め2度目の防衛に成功した。
2015年10月10日、カラカスのポリエドロ・デ・カラカスで暫定王者のガリーナ・コレヴァ・イヴァノヴァと王座統一戦を行い、10回3-0（99-91、98-93、98-94）の判定勝ちを収め王座統一と3度目の防衛に成功した。
2016年6月18日、ラ・グアイラのポリデポルティーボ・ホセ・マリア・バルガスでメラニア・ソロチェと対戦し、10回2-1（97-92、96-93、94-95）の判定勝ちを収め4度目の防衛に成功した。
2017年9月23日、コロンビア・メデジンでマリア・アンドレア・ミランダとノンタイトル戦を行い、初回1分55秒KO勝ちを収めた。
2017年11月1日、コロンビア・メデジンでダイアナ・コルデロと対戦し、10回1-0（96-94、95-95×2）の判定で引き分け5度目の防衛に成功した。
2018年10月19日、サルタでスーパーバンタム級転向後の初戦としてIBFスーパーバンタム級王者のマルセラ・アクーニャと対戦し、10回1-2（96-94、94-96、93-97）の判定負けを喫し王座獲得に失敗した。
2020年2月7日、パナマ市のアレナ・ロベルト・デュランでラウラ・レデスマとWBA女子世界スーパーバンタム級王座決定戦を行い、10回3-0（96-94、98-92、96-93）の判定勝ちを収め王座獲得と2階級制覇に成功した。
2022年6月10日、ハリスコ州・グアダラハラのドモ・アルカルデでカリーナ・フェルナンデスと対戦し、3回途中でフェルナンデスが降参の意思を示したため3回2分TKO勝ちを収め初防衛に成功した。
2023年6月10日、ブエノスアイレスのカジノ・ブエノスアイレスでナザレナ・ロメロと対戦し、5回途中での負傷判定で1-1（44-50、48-46、47-47）の引き分け判定となり、2度目の防衛に成功した。
2023年11月18日、カリフォルニア州・イングルウッドのYouTubeシアターで元WBA女子世界フェザー級王者のエリカ・クルスと対戦し、10回0-2（92-98、93-97、95-95）の判定負けを喫し3度目の防衛に失敗、王座から陥落した。

## 戦績
- 25戦 17勝 11KO 5敗 3分

## 獲得タイトル
- WBA女子世界バンタム級暫定王座（防衛1=正規王座に認定）
- 第7代WBA女子世界バンタム級王座（防衛4=返上）
- 第10代WBA女子世界スーパーバンタム級王座（防衛2）